# Darwin Atapuma
John Darwin Atapuma Hurtado (ur. 15 stycznia 1988 w Túquerres) – kolumbijski kolarz szosowy, specjalizujący się w jeździe po górach.
Jego największym sukcesem jest zwycięstwo na 6. etapie Tour de Pologne 2013, kiedy to na ostatnich metrach przed metą pokonał Christophe’a Riblona. Rok wcześniej w podobnym stylu triumfował na górskim etapie Giro del Trentino. Udało mu się wygrać po ataku na ostatnim kilometrze, na szczycie Passo Pordoi, położonym na wysokości 2239 m. Zwycięstwo pozwoliło mu na zajęcie 8. pozycji w klasyfikacji generalnej.
Podczas Tour of California w tym samym roku, Atapuma uciekał na górskim, siódmym etapie. Kilka kilometrów przed metą zostawił towarzyszącego mu Chrisa Hornera i ruszył po etapowe zwycięstwo. Nie zdołał jednak dojechać samotnie do mety, został doścignięty przez szarżującego z grupy lidera Roberta Gesinka, z którym przegrał na finiszu.

## Najważniejsze osiągnięcia
2007
- 1. miejsce na 2. i 8. etapie Vuelta al Ecuador

2008
- 1. miejsce w mistrzostwach Kolumbii (start wspólny)

2009
- 3. miejsce w Tour de Beauce
  - 1. miejsce na 3. etapie

2010
- 6. miejsce w Vuelta a Columbia
- 2. miejsce na 3. etapie Tour de l’Avenir

2011
- 9. miejsce w Tour de l’Ain

2012
- 1. miejsce na 4. etapie Giro del Trentino
- 2. miejsce na 7. etapie Tour of California

2013
- 7. miejsce w Presidential Cycling Tour of Turkey
- 18. miejsce w Giro d’Italia
- 1. miejsce na 6. etapie Tour de Pologne

2015
- 7. miejsce w Volta a Catalunya

2016
- 9. miejsce w Giro d’Italia
- 1. miejsce na 5. etapie Tour de Suisse
- 2. miejsce na 4. etapie Vuelta a España

## Starty w Wielkich Tourach
| Grand Tour | 2014 | 2015 | 2016 |
| ---------- | ---- | ---- | ---- |
| Giro       | -    | 16.  | 9.   |
| Tour       | DNF  | -    | -    |
| Vuelta     | -    | 56.  | 32.  |